# Хаді Такташ
Хаді Такташ (тат. Hadi Taqtaş справжнє ім'я Мухамметхаді Хайруллович Такташев, тат. Мөхәммәтһади Хәйрулла улы Такташев, Mөxəmməthadi Xəyrulla uğlı Taqtaşev; нар. 1 січня 1901, Сургодь, Тамбовська губернія, Російська імперія — 8 грудня 1931, Казань, Татарстан) — татарський поет, один з основоположників татарської радянської поезії, педагог татарської мови.

## Біографія
Мухамметхаді Хайруллович Такташев народився 1 січня 1901 року в селі Сиркиди (Сургодь) Спаського повіту Тамбовської губернії (нині Торбеєвський район Мордовії) в багатодітній татарській селянській родині. Початкову освіту отримав в медресе рідного села, потім в сусідньому селі Татарська Пішля. Під час навчання почав складати вірші в наслідування Г. Тукаю. Збереглися родичі в селі Сургодь і селищі Торбеєво.
У 1915 році їде в Бухару, працює в будинку родича-купця, потім — помічником прикажчика.
У 1918 році публікує перший вірш «Төркстан сахраларинда» («У пустелях Туркестану») в газеті «Олуг Төркстан» «Великий Туркестан»). Восени того ж року повертається в рідне село, поступає на педагогічні курси; по їх закінченню працює вчителем.
У 1919 — 1920 роках живе в Оренбурзі, працює редактором в татарській газеті «Голос бідноти» (разом з письменником Афзалом Тагіровим); публікує в ній свої вірші татарською мовою.
У 1921—1922 роках живе в Ташкенті, викладає рідну мову в Туркестанському робітничо-дехканському комуністичному університеті, багато пише (дослідники зазвичай називають цей період романтичним, вірші цього періоду сам Такташов називає гіссьяністськими (від арабського слова «заколот»)).
Влітку 1922 року — в Москві; поступає в Комуністичний університет трудящих Сходу; відвідує виступи Маяковського, Єсеніна та інших поетів. Незабаром переїжджає в Казань; в 1927 році виходить перша поетична збірка «Сини Землі». Його нові твори видаються практично щорічно; пише п'єси для Татарського драматичного театру.
Сини — Рафаель, Аван.
Помер від тифу 8 грудня 1931 року в Казані.

## Творчість
- збірки віршів,
- трагедія у віршах «Сини землі» (1921),
- драма «Загублена краса» (1928),
- драма «Каміль» (1930),
- публіцистика.

### Поеми
- «Село Сиркиди» (1924),
- «Після бурі» (1924),
- «Зарита зброя» (1927),
- «Втрачена краса»,
- «Століття і хвилини», присвячена В. І. Леніну (1924 рік),
- «Сповідь кохання» (1927),
- «Алсу» (1929),
- «Мукамай» (1929),
- «Листи в майбутнє» (1930 рік, не завершена).

## Пам'ять
На честь Хаді Такташова названі вулиці в Казані, Набережних Челнах, Саранську, Торбеєво і населених пунктах Татарстану.
У селі Аллагуловоа Мелекеського району Ульяновської області 25 липня 2015 р. був встановлений перший в світі бюст Хаді Такташову.
Пам'ятник поету в Казані було встановлене 30 серпня 2017 р. в сквері по вулиці Марселя Салімжанова і Хаді Такташова (скульптори Андрій Балашов і Асія Мінуліна, архітектор Герман Бакулін).
У рідному селі письменника Сургадь, існував колгосп імені Хаді Такташова, а також в 2004 році був побудований музей.